# Comuna de Jawornik Polski
Jawornik Polski (polaco: Gmina Jawornik Polski) é uma gminy (comuna) na Polónia, na voivodia de Subcarpácia e no condado de Przeworski. A sede do condado é a cidade de Jawornik Polski.
De acordo com os censos de 2004, a comuna tem 4862 habitantes, com uma densidade 77,3 hab/km².

## Área
Estende-se por uma área de 62,92 km², incluindo:
- área agricola: 69%
- área florestal: 21%

## Demografia
Dados de 30 de Junho 2004:
|                      | Total   | Total | Mulheres | Mulheres | Homens  | Homens |
| -------------------- | ------- | ----- | -------- | -------- | ------- | ------ |
|                      | pessoas | %     | pessoas  | %        | pessoas | %      |
| População            | 4862    | 100   | 2505     | 51,5     | 2357    | 48,5   |
| Densidade (pop./km²) | 77,3    | 100   | 39,8     | 39,8     | 37,5    | 37,5   |

De acordo com dados de 2002, o rendimento médio per capita ascendia a 1434,36 zł.

## Comunas vizinhas
- Dubiecko, Dynów, Hyżne, Kańczuga, Markowa